# Leopold Tammi
Leopold Tammi, född 1 april 1893 i Kotka, Finland, död 13 december 1983, var en finländsk-svensk målare.
Han var son till David Tammi och Eva Kajander samt gift med Elisabeth Karloff. Tammi studerade konst i Petrograd 1914–1918 och vid Finska konstföreningens ritskola i Helsingfors 1920–1921 samt i Paris 1931. Han bosatte sig under 1920-talet i Stockholm där han ställde ut separat ett par gånger. Han medverkade i samlingsutställningar i Stockholm, Tallinn, Amsterdam, Antwerpen och Moskva. Hans konst består av naturlyriska landskapsmotiv från Djurgården, hamnar och pittoreska platser.